# Phá giá tiền tệ
Phá giá tiền tệ là việc giảm giá trị của đồng nội tệ so với các loại ngoại tệ  so với mức mà chính phủ đã cam kết duy trì trong chế độ tỷ giá hối đoái cố định. Việc phá giá VND nghĩa là giảm giá trị của nó so với các ngoại tệ khác như USD, EUR...

## Tác động của việc phá giá tiền tệ

### Trong ngắn hạn
Khi giá cả và tiền lương tương đối cứng nhắc thì ngay lập tức việc phá giá tiền tệ sẽ làm cho tỷ giá hối đoái thực tế thay đổi theo, nâng cao sức cạnh tranh của quốc gia và có xu hướng làm tăng xuất khẩu ròng vì hàng xuất khẩu rẻ đi một cách tương đối trên thị trường quốc tế còn hàng nhập khẩu đắt lên tương đối tại thị trường nội địa. Tuy vậy có những yếu tố làm cho xu hướng này không phát huy tức thì: các hợp đồng đã thoả thuận trên cơ sở tỷ giá cũ, người mua cần có thời gian để điều chỉnh hành vi trước mức giá mới và quan trọng hơn là việc dồn các nguồn lực vào và tổ chức sản xuất không thể tiến hành nhanh chóng được. Như vậy trong ngắn hạn thì số lượng hàng xuất khẩu không tăng mạnh và số lượng hàng nhập khẩu không giảm mạnh. Nếu giá hàng xuất khẩu ở trong nước cứng nhắc thì kim ngạch xuất khẩu chỉ tăng không nhiều đồng thời giá hàng nhập khẩu tính theo nội tệ sẽ tăng lên do tỷ giá đã thay đổi dẫn đến cán cân thanh toán vãng lai có thể xấu đi. 

### Trong trung hạn
GDP hay chính là tổng cầu gồm các thành tố chi cho tiêu dùng của dân cư, chi cho đầu tư, chi cho mua hàng của chính phủ và xuất khẩu ròng. Việc phá giá làm tăng cầu về xuất khẩu ròng và tổng cung sẽ điều chỉnh như sau:
- Nếu nền kinh tế đang ở dưới mức sản lượng tiềm năng thì các nguồn lực nhàn rỗi sẽ được huy động và làm tăng tổng cung.
- Nếu nền kinh tế đã ở mức sản lượng tiềm năng thì các nguồn lực không thể huy động thêm nhiều và do đó tổng cung cũng chỉ tăng lên rất ít dẫn đến việc tăng tổng cầu kéo theo giá cả, tiền lương tăng theo và triệt tiêu lợi thế cạnh tranh của việc phá giá. Vì thế trong trường hợp này, muốn duy trì lợi thế cạnh tranh và đạt mục tiêu tăng xuất ròng thì chính phủ phải sử dụng chính sách tài khóa thắt chặt (tăng thuế hoặc giảm mua hàng của chính phủ) để tổng cầu không tăng nhằm ngăn chặn sự tăng lên của giá cả trong nước.

### Trong dài hạn
Nếu như trong trung hạn, phá giá tiền tệ kèm theo chính sách tài khóa thắt chặt có thể triệt tiêu được áp lực tăng giá trong nước thì trong dài hạn các yếu tố từ phía cung sẽ tạo ra áp lực tăng giá. Hàng nhập khẩu trở nên đắt tương đối và các doanh nghiệp sử dụng đầu vào nhập khẩu sẽ có chi phí sản xuất tăng lên dẫn đến phải tăng giá; người dân tiêu dùng hàng nhập khẩu với giá cao hơn sẽ yêu cầu tăng lương và gây áp lực làm cho tiền lương tăng. Cuối cùng việc tăng giá cả và tiền lương trong nước vẫn triệt tiêu lợi thế cạnh tranh do phá giá. Các nghiên cứu thực nghiệm cho thấy lợi thế cạnh tranh do phá giá bị triệt tiêu trong vòng từ 4 đến 5 năm.

## Tại sao chính phủ phá giá tiền tệ
- Chính phủ sử dụng biện pháp phá giá tiền tệ để có thể nâng cao năng lực cạnh tranh một cách nhanh chóng và hiệu quả hơn so với cơ chế để nền kinh tế tự điều chỉnh theo hướng suy thoái (vì khả năng cạnh tranh kém nên cầu xuất khẩu ròng giảm dẫn đến tổng cầu giảm) đi kèm với mức lạm phát thấp kéo dài cho đến khi năng lực cạnh tranh tăng lên (do tiền lương, giá cả giảm xuống đến mức có khả năng cạnh tranh). Chính phủ các nước thường sử dụng chính sách phá giá tiền tệ khi có một cú sốc mạnh và kéo dài đối với cán cân thương mại.
- Trong trường hợp cầu về nội tệ giảm thì chính phủ sẽ phải dùng ngoại tệ dữ trữ để mua nội tệ vào nhằm duy trì tỷ giá hối đoái và đến khi ngoại tệ dự trữ cạn kiệt thì không còn cách nào khác, chính phủ phải phá giá tiền tệ.